# François Bourcier
Pour les articles homonymes, voir Bourcier.
Pour l’article ayant un titre homophone, voir François Boursier.
François Bourcier est un comédien et metteur en scène français formé à l'ENSATT (rue Blanche à Paris) puis au Conservatoire national supérieur d'art dramatique.

## Biographie
Il a enseigné le théâtre classique au Sudden Théâtre, compagnie dirigée par Raymond Acquaviva. Il est actuellement[Quand ?] conseillé artistique pour la Compagnie Théorème de Planck et anime des stages au sein de l'Association XL[réf. nécessaire].

## Théâtre

### Comédien
- La Tour de Nesle d'Alexandre Dumas
- Les Femmes savantes de Molière
- A la recherche du temps perdu d’après Proust
- Le Bossu d’après Paul Féval
- Les Femmes savantes de Molière
- Le Barbier de Séville de Beaumarchais
- La Nuit des rois de Shakespeare
- J’ai vingt ans, je t’emmerde de Roger Louret
- Des souris et des hommes de Steinbek
- Arlequin, serviteur de deux maîtres de Goldoni
- L'Impromptu des Bouffes Parisiens adaptation collective d’après des écrits de Molière
- Le Jeu de l'amour et du hasard de Marivaux
- La Double Inconstance de Marivaux
- Le Pédant joué de Cyrano de Bergerac
- Sertorius de Corneille
- Le Voyage de monsieur Perrichon d’Eugène Labiche
- Le roman de Renart Auteurs anonymes de Moyen Âge
- Le Barbier de Séville de Beaumarchais
- 1985 : Othello de William Shakespeare, mise en scène Jean-Paul Lucet, Théâtre des Célestins
- Le Menteur et La Suite du Menteur de Corneille
- Les Enfants de la Légende d’après des textes médiévaux de Chrétien de Troyes
- Technique pour un coup d'état d’après Schiller
- L'Avare de Molière
- Hamlet de Shakespeare, mise en scène Daniel Mesguich
- Hugo, de l’enfant sublime à l’insurgé d’après Victor Hugo
- Hugo, du politique au visionnaire d’après Victor Hugo
- Moi Cagliostro Magicien et Messie de Fabien Roy et François Bourcier
- Lettre à tous les aviateurs perdus dans le désert de François Bourcier
- Le Premier d'Horowitz
- Le Cantique des Cantiques
- Le Dernier Templier de Fabien Roy
- L'Œuvre au Rouge de Fabien Roy d’après trois pièces de Pouchkine
- Don Quichotte d’après Cervantès avec Francis Lalanne et Alexandre Aubry
- Le Malade imaginaire de Molière avec Jean-Claude Dreyfus et Valérie Mairesse
- Les libres pensées d’après Frédéric Dard, avec Bernard Mabille et Maxence Mailford
- Marion de Lorme de Victor Hugo
- FA 5e, le cri de l’ange d’Alain Guyard
- Attila de Corneille
- Si Molière nous était conté conférence spectacle autour de l’œuvre de Molière
- 2005 : Lettres de délation d’après le livre d’André Halimi, seul en scène
- 2010 : Entre Chien et Loup d’après Jean de La Fontaine, avec Eva Dumont
- 2008 : Résister c'est exister d’Alain Guyard, seul en scène
- 2011 : Out Law In Love d’Alain Guyard, avec Flavie Avarguez
- 2012 : Race[s] de et par François Bourcier, poèmes originaux : Anne de Commines
- 2013 : La Maréchale et le libertin d'Alain Guyard
- 2017 : La fleur au fusil d'après Alain Guyard

### Metteur en scène de théâtre
- 1980 : Les Vautours de Pierre de Prinz, avec Hervé Dubourgal
- 1980 : Le Chant du Cygne de Tchekov, avec Christian Aubert
- 1981 : L'Impromptu des Bouffes Parisiens adaptation collective d'après des écrits de Molière - Prix Ruc
- 1982 : 1750 d'Eric Cibagnan
- 1984 : Le Roman de Renart auteurs anonymes du Moyen Âge, avec les comédiens des Enfants de la Légende - Théâtre de la Porte-Saint-Martin
- 1986 : Les Enfants de la Légende d'après des textes médiévaux dont Chrétien de Troyes avec les comédiens des Enfants de la Légende
- 1987 : Les Fourberies de Scapin de Molière avec les comédiens des Enfants de la Légende
- 1987 : Le Bourgeois gentilhomme de Molière avec les comédiens des Enfants de la Légende
- 1987 : L'Avare de Molière au Théâtre de la Porte-Saint-Martin
- 1989 : Moi Cagliostro, Magicien et Messie de Fabien Roy et François Bourcier avec la Cie du Fa - Prix Théâtre des Rencontres Internationales Georges Brassens
- 1990 : Lettre à tous les aviateurs perdus dans le désert de François Bourcier avec la Cie du Fa
- 1993 : La Belle et la Bête adaptation de Michel Vittoz avec les comédiens de l’Eternel Théâtre
- 1995 : 20 heures au lit Pascale Clark (journaliste)
- 1996 : Le Cantique des Cantiques avec les comédiens de l’Eternel Théâtre
- 1996 : Le Siècle de Michèle Laurence, avec Patachou, Evelyne Buyle, Odile Mallet
- 1996 : Mytho, Parano, Mégalo d'André Halimi, avec Chantal Ladsous, Stéphanie Bataille, Serge Ridoux
- 1997 : Marie-Jeanne a disparu de et avec Marie-Pierre Casey
- 1998 : Le tropique du Mammouth de Bernard Granger
- 1998 : L'Œuvre au Rouge de Fabien Roy d’après Pouchkine, avec les comédiens de l’Eternel Théâtre
- 1998 : Le Dernier Templier de Fabien Roy, avec les comédiens de l’Eternel Théâtre
- 2000 : Le Malade Imaginaire de Molière, avec Jean-Claude Dreyfus et Valérie Mairesse
- 2000 : Don Quichotte d’après Cervantès, adaptation Y. Jamiaque, avec Francis Lalanne et Alexandre Aubry et les comédiens de l’Éternel Théâtre
- 2002 : Marion de Lorme de Victor Hugo avec les comédiens de Cie du Fa
- 2002 : Les libres pensées d’après Frédéric Dard, avec Bernard Mabille et Maxence Mailford
- 2003 : Lettres de Motivation de Laurent Mercier avec Catherine Allégret
- 2003 : Mets et Mots, Spectacle culinaire écrit et réalisé par Philippe Roman
- 2003 : Éducation Nationale de et par Anne Fassio
- 2004 : FA 5e, le cri de l’ange d’Alain Guyard
- 2005 : Attila de Corneille avec les comédiens de la Cie du Fa
- 2006 : Poésie en Liberté
- 2007 : Le secret du temps plié
- 2007 : Andromaque de Jean Racine
- 2008 : Barricades ! d’Alain Guyard
- 2008 : 1984 de George Orwell, adaptation anglaise
- 2009 : Sacco et Vanzetti d'Alain Guyard
- 2010 : Entre Chien et Loup d’après Jean de La Fontaine.
- 2010 : Ivre d’Equilibre Spectacle d’équilibre de et par Pascal Rousseau, avec Eric Bonot
- 2010 : Femmes passées sous silence création d’après témoignages et poésies (collectif d’auteurs : B.Werber, M.Visniec, M.Levy, …)
- 2010 : Le dernier jour d'un condamné de Victor Hugo, avec David Lesné
- 2011 : La dame sanglante de Giancarlo Ciarapica au Théâtre Alibi théâtre d'Avignon
- 2011 : Out Law In Love d'Alain Guyard
- 2012 : Le Bonheur est à l’intérieur de l’extérieur de l’intérieur de et avec Gautier Fourcade
- 2012 : Race[s] spectacle montage sur les origines du racisme
- 2013 : Le Mur de l’Équilibre Spectacle d’équilibre de et par Pascal Rousseau, avec Eric Bonot
- 2013 : Partisans de Régis Vlachos, avec la Cie des Barriques
- 2013 : La Maréchale et le libertin d'Alain Guyard
- 2013 : La Fleur au Fusil d'après Alain Guyard
- 2014 : Liberté, premier volet du spectacle citoyen Liberté, Égalité, Fraternité
- 2015 : Au Bout du Rouleau de et par Didier Landucci et Gérard Dubouche
- 2016 : Égalité, deuxième volet du spectacle citoyen Liberté, Égalité, Fraternité
- 2017 : Les Champignons de Paris d'Émilie Génaédig
- 2017 : Le dernier jour d'un condamné de Victor Hugo, reprise avec William Mesguich
- 2017 : Fraternité troisième volet du spectacle citoyen Liberté, Égalité, Fraternité

### Metteur en scène de concerts - spectacles musicaux
- 1993 : Nilda Fernandez : Madrid - Prix Charles Cros
- 1994 : Les 100 ans de l'Olympia
- 1995 : Francis Lalanne en concert
- 2003 : Le Tango des Naufragées, spectacle musical d’après des œuvres de Kurt Weil
- 2007 : Rêve, spectacle musical de Frédéric Lemarié, arrangement : F. Andrews

### Metteur en scène de spectacles d'humour
- 1994 : La si jolie vie de Sylvie Joly - Nomination au Molière 1994 Meilleur spectacle comique
- 1996 : Sophie Forte
- 1996 : Mabille fait le singe
- 1998 : Max Debley
- 1998 : La Cigale et la Joly, Sylvie Joly - Nomination au Molière 1999 : Meilleur spectacle comique
- 1999 : Lecoq fait le guignol, Yves Lecoq
- 2000 : Je suis guérie de et avec Isabelle Parsy
- 2000 : Lecoq fait le guignol - 2e tour, Yves Lecoq
- 2001 : Je suis Votre idole, Best off avec Sylvie Joly
- 2001 : Ca va fuser ! de et par Max de Bley
- 2001 : Action ou Vérité de et par Manga Djomo
- 2002 : La lionne de Belfort de et par Nathalie Boileau
- 2003 : Grosse Migraine avec Isabelle Parsy
- 2008 : Manga de et par Manga Djomo
- 2011 : La Belle Mère de Xavier Chavari avec Isabelle Parsy
- 2014 : La Belle-mère 2 de Xavier Chavari avec Isabelle Parsy

### Metteur en scène d'émissions de télévision
- Éclat de Rire pour France 2, 15 émissions sur l’humour
- C'est votre vie pour France 2, 23 émissions avec Frédéric Mitterrand
- 1994 : Les 100 ans de l'Olympia
- Maman va adorer, TF1
- 1995 : Festival de Montreux

### Metteur en scène et concepts d'évènementiels
- 1993 : Festival du film européen de La Baule, spectacles d'ouverture et de clôture
- 1994 : Auguste Perret, la folle reconstruction du Havre, spectacle évènementiel dans le cadre du	cinquantenaire de la libération de la France pour la Ville du Havre
- 2000 : Convention France Télécom, spectacle événementiel
- Projet SNCF, Forum inter régionaux
- 2001/2002 : Rénovation du Théâtre de Charenton
- 2003 : Projet pour la réalisation d’un parc de Châteaux imaginaires miniatures, Parc Astérix-Musée Grévin
- 2004 : Ouverture à la concurrence d’EDF/GDF, convention nationale
- 2005 : Réalisation du concept du projet de la charte SNCF, convention nationale

### Metteur en scène de combats scéniques
- Hamlet de Shakespeare, mise en scène d'Antoine Vitez
- 1983 : Lear, opéra de R. Reinam, mise en scène Jacques Lassalle
- 1984 : Le combat de Tancrède contre Clorinde; oratorio de Monteverdi
- 1985 : Othello, opéra de Verdi, mise en scène de Terry Hands
- 1990 : La Dame de Monsoreau d’Alexandre Dumas, mise en scène de Jean le Poulain
- 2000 : Le Cid de Corneille, mise en scène de Thomas Ledouarec
- 2002 : Marion Delorme de Victor Hugo, mise en scène François Bourcier

## Filmographie

### Cinéma
- 1986 : Gardien de la nuit : L'interne
- 1993 : Automne... octobre à Alger : Edouard
- 2006 : In-sect, réalisé par Jude Bauman

### Télévision

#### Séries télévisées
- 1982 : Emmenez-moi au théâtre : Groom
- 1989 : Le Destin du docteur Calvet : Docteur Jean Calvet (1992-1995)
- 1989 : Le masque : M. Ardouin
- 1991 : Cas de divorce : Maître Villiers
- 1992 : Les Aventures du jeune Indiana Jones : Marat
- 1995 : Les Cordier, juge et flic : Tonio Brunetti
- 1995 : Quatre pour un loyer : Alexandre
- 1996 : François Kléber : Jean-Philippe
- 1996 : Karine et Ari : Antoine Richter
- 1996 : Studio Sud
- 1997 : Joséphine, ange gardien : Gabriel
- 1997 : Madame le Consul : Rémi
- 1997-2002 : Un homme en colère : Luc / Luc Faure
- 1998 : Commissaire Moulin : Lassalle
- 1998 : Dossiers : Disparus : Chirocki

#### Téléfilms
- 1991 : Le Piège
- 1994 : Une journée au Luxembourg : Vuillaume

## Doublage
- 2002 : Spirit, l'étalon des plaines : voix additionnelles[1]
- 2004-2006 : La Nouvelle Ligue des justiciers : Clark Kent / Superman (2e voix, saisons 3-5)[1]